# منتخب إسكتلندا تحت 19 سنة لكرة القدم للسيدات
منتخب اسكتلندا تحت 19 سنة لكرة القدم للسيدات هو ممثل اسكتلندا الرسمي في المنافسات الدولية في كرة القدم للسيدات
.